# Карликовые попугаи
Карликовые попугаи (лат. Psittaculirostris) — род птиц из семейства Psittaculidae. Обитают на Новой Гвинее и близлежащих островах. Систематически близким родом считается Cyclopsitta.
Птицы зелёной окраски с крупной головой. В окраске головы сочетаются желтый, оранжевый, синий, бирюзовый и черный цвета. Длина тела 18—19 см; масса тела 105—126 грамм. Эти попугаи довольно проворные и быстрые. Их рацион в основном состоит из инжира и других фруктов и нектаров.

## Классификация
Международный союз орнитологов относит к роду 3 вида птиц:
- Клинохвостый карликовый попугай (Psittaculirostris desmarestii)
- Карликовый попугай Эдвардса (Psittaculirostris edwardsii)
- Карликовый попугай Сальвадори (Psittaculirostris salvadorii)